# Hymna Jižního Súdánu
Hymna Jižního Súdánu je píseň South Sudan Oyee!. Píseň vyhrála konkurz na hymnu v srpnu roku 2011. Autory hymny jsou studenti univerzity v Džubě.

## Text hymny

### Anglický text
Oh God

We praise and glorify you

For your grace on South Sudan,

Land of great abundance

Uphold us united in peace and harmony.

Oh motherland

We rise raising flag with the guiding star

And sing songs of freedom with joy,

For justice, liberty and prosperity

Shall forever more reign.

Oh great patriots

Let us stand up in silence and respect,

Saluting our martyrs whose blood

Cemented our national foundation,

We vow to protect our nation

Oh God bless South Sudan.

### Překlad do češtiny
Ó Bože,

Sláva a chvála Tobě.

Za tvoji milost k Jižnímu Súdánu

Země velké hojnosti

Pozvedni tuto jednotu v míru a harmonii

Ó vlasti

Vzpíráme vlajku s vůdčí hvězdou

A zpíváme písně svobody a radosti

Za spravedlnost,svobodu a prosperitu

Musíme navždy vládnout

Ó velcí vlastenci

Postavme se tiše a v respektu

Zdravíme mučedníky a jejich krev

Upevníme základy našeho národa

Slibujeme chránit náš národ

Ó Bože, žehnej Jižnímu Súdánu